# Dolichopus alticola
Dolichopus alticola är en tvåvingeart som beskrevs av Octave Parent 1930. Dolichopus alticola ingår i släktet Dolichopus och familjen styltflugor. Inga underarter finns listade i Catalogue of Life.